# Vila under flykten till Egypten (Caravaggio)
Vila under flykten till Egypten (italienska: Riposo durante la Fuga in Egitto) är en tidig oljemålning av den italienske barockkonstnären Caravaggio. Den målades omkring 1597 och ingår i samlingarna på Galleria Doria Pamphilj i Rom.
Målningen skildrar den heliga familjens flykt till Egypten, en episod som återges i Matteusevangeliet (2:13–23). Under 1400-talet blev det populärt att avbilda den heliga familjen under vila även om ingen sådan nämns i de kanoniska evangelierna.
Kompositionen avdelas på ett originellt sätt av den fiolspelande ryggvända ängeln med stora svarta svalvingar. Den vänstra svalvingen är avbildad i stark förkortning vilket visar att Caravaggio behärskade perspektivet; till synes sticker vingen ut ur bilden och skapar direktkontakt med betraktaren. Till höger, omgiven av frodig vegetation, avbildas Madonnan med barnet sovande. Båda framställs i ett varmt ljus på ett idealiserat sätt och skönheten i deras drag står i kontrast till den naturalistiska återgivningen av Josef från Nasaret till vänster. Även om han är överväldigad av trötthet hänförs han av ängelns uppenbarelse och musik. Josef håller nothäftet som visar att ängeln spelar en motett av den flamländska kompositören Noel Bauldeweyn med en text från Höga visan som tillägnats Jungfru Maria.  
Det är den första kända religiösa målningen av konstnären. Caravaggio hade strax innan anlänt till Rom och målningen bär fortfarande tydliga drag av lombardiskt och venetianskt måleri i de lysande och gyllene nyanserna och i den idylliska tonen i kompositionen. Det verkar som Caravaggio använde samma modell för Jungfru Maria som för den ungefär samtidigt målade Den botfärdiga Magdalena. 
Vila under flykten till Egypten och Den botfärdiga Magdalena förvärvades 1650 av Olimpia Aldobrandini. Hon var gift med Camillo Pamphili och båda målningarna tillhör alltjämt familjen och ställs ut på Galleria Doria Pamphilj.